# Червоноозерский сельский совет (Путивльский район)
Червоноозерский сельский совет (укр. Червоноозерська сільська рада) — входит в состав
Путивльского района
Сумской области
Украины.
Административный центр сельского совета находится в 
с. Червоное Озеро
.

## Населённые пункты совета
- с. Червоное Озеро
- с. Жары
- с. Козловка
- с. Чаплищи